# Атака дронів на Чорноморський флот у Севастополі
29 жовтня 2022 року відбулася масштабна атака дронів на Чорноморський флот у Севастополі під час російського вторгнення в Україну. Для цього було застосовано безпілотні брандери українського виробництва.

## Перебіг подій
Уранці 29 жовтня 2022 року російський губернатор Севастополя Михайло Развожаєв заявив про атаку безпілотників на кораблі Чорноморського флоту РФ, що перебувають в акваторії Севастопольської бухти. Розвожаєв назвав цю атаку наймасштабнішою з 24 лютого — дня початку вторгнення Росії на територію України. За його словами, в операції брали участь дев'ять дронів та сім автономних морських безпілотних апаратів.
За словами російського ТАРС, о 4:20 ранку 29 жовтня пролунав сильний вибух, після чого були чутні ще кілька «хлопків». У телеграм-каналах почали поширюватися відео, на яких видно чорний дим над Севастополем та чутно вибухи.

## Наслідки
Міністерство оборони Росії повідомило, що в результаті атаки «незначні пошкодження» отримали тральщик «Іван Голубець», а також бономережне загородження в бухті Південна. Міноборони Росії заявило, що атаковані кораблі були «залучені до забезпечення безпеки зернового коридору в рамках вивезення продовольства з українських портів».
В українських телеграм-каналах повідомлялося, що, можливо, під час атаки були пошкоджені 4 російські військові кораблі, зокрема фрегат «Адмірал Макаров», з якого російські війська запускали ракети «Калібр» по об'єктах на території України. З цього корабля, зокрема, був завданий удар по Вінниці 14 липня 2022 року.
Аналітики GeoConfirmed вважають, що в атаці на російські кораблі брали участь від 6 до 8 безпілотників і що вони вразили принаймні три кораблі; два морські безпілотники, найімовірніше, були знищені.

## Реакція
Після атак російська влада вирішила закрити жителям Севастополя доступ до трансляцій з міських камер спостереження, заявивши, що ті «дають противнику можливість виявляти системи оборони міста».
Росія звинуватила в атаці Україну та Велику Британію. Представники російської влади заявили, що атака здійснювалася «під керівництвом британських фахівців, що перебувають у місті Очаків Миколаївської області України». Водночас російська сторона заявила, що цей самий підрозділ «британських фахівців» був причетний до здійснення «терористичного акту в Балтійському морі», коли було підірвано газопроводи «Північний потік» та «Північний потік — 2». Представники Великої Британії назвала ці заяви «брехнею епічного масштабу».
Українська влада офіційно не підтверджувала, але й не спростовувала свою причетність до інциденту. Уранці 29 жовтня Служба безпеки України опублікувала допис у соціальних мережах за підписом «Час бавовни».
У відповідь на атаку Росія заявила про «призупинення» участі в угоді щодо експорту українського зерна через Чорне море. До цих подій Україна попереджала про плани Росії вийти із «зернової угоди». 2 листопада Росія відновила свою участь в угоді, оскільки звинувачення в використанні торгового судна для завдання удару було хибним, що було стверджено в ООН.